# A Onda Dura
A Onda Dura é um livro que trata sobre o skate no Brasil.
O livro conta o que aconteceu de mais importante no skate durante essas 3 décadas, além de depoimentos sobre comportamento e música do universo skate.
É um livro escrito por César Gyrao, Cecília Mãe, Cesinha Chaves, Fábio Bolota, Marcos ET Cunha, e Guto Jimenez, nomes conhecidos no skate brasileiro.
As fotos mostradas no livro são de vários fotógrafos, como Roberto Price, Shin Shikuma, Fernando Moraes, Jair Borelli, Ivan Shupicov, Daniel Bourqui, entre outros.
Histórias e imagens foram resgatadas e editadas por Eduardo Britto e seu irmão Fábio (Bolota). Eles levaram três anos para concluir o projeto.

## Frase
Asfalto, Madeira, Concreto... A ONDA DURA. 3 Décadas de Skate no Brasil

## A Publicação
- Editor Eduardo Britto
- Coordenção Editorial Fabio Bolota
- Assistente Editorial Marcos Cunha ET
- Revisão Elisa Puterman e Cesar Gyrão
- Editor Fotografico Shin Shikuma
- Projeto Gráfico Hugo Santos
- Editoriação Grafica Sérgio Pujol e Rubens Pujol
- Impressão Gráfica Cirulando
- Scanners e Fotolito Augusto Associados
- Formato 24 x 26 cm
- Miolo em papel couchê 150 gr